# La Manga Cup
De La Manga Cup is een voetbaltoernooi dat sinds 1999 elke winter wordt gehouden in La Manga del Mar Menor (Murcia, Spanje). Meestal zijn de deelnemers clubs uit zomercompetities, zoals de Noord- en Oost-Europese landen en de Verenigde Staten.

## Winnaars
- 2011  Viking FK
- 2010  Molde FK
- 2009  FC Honka
- 2008  Kalmar FF
- 2007  Sjachtar Donetsk
- 2006  Roebin Kazan
- 2005  Roebin Kazan
- 2004  New York Red Bulls
- 2003  Rosenborg BK
- 2002  Helsingborgs IF
- 2001  Rosenborg BK
- 2000  Brøndby IF
- 1999  Rosenborg BK

## Overwinningen per land
| Aantal | Land             |
| ------ | ---------------- |
| 5      | Noorwegen        |
| 2      | Zweden           |
| 2      | Rusland          |
| 1      | Verenigde Staten |
| 1      | Finland          |
| 1      | Oekraïne         |
| 1      | Denemarken       |